# Tomba di Turpione
La tomba di Turpione (in francese: tombeau de Turpio) è una tomba romana facente parte di un gruppo di 10 monumenti funerari scoperti all'uscita di Lione lungo la via d'Aquitania nel 1885, nel corso di lavori di sbancamento nel quartiere di Saint-Just.

## Contesto storico

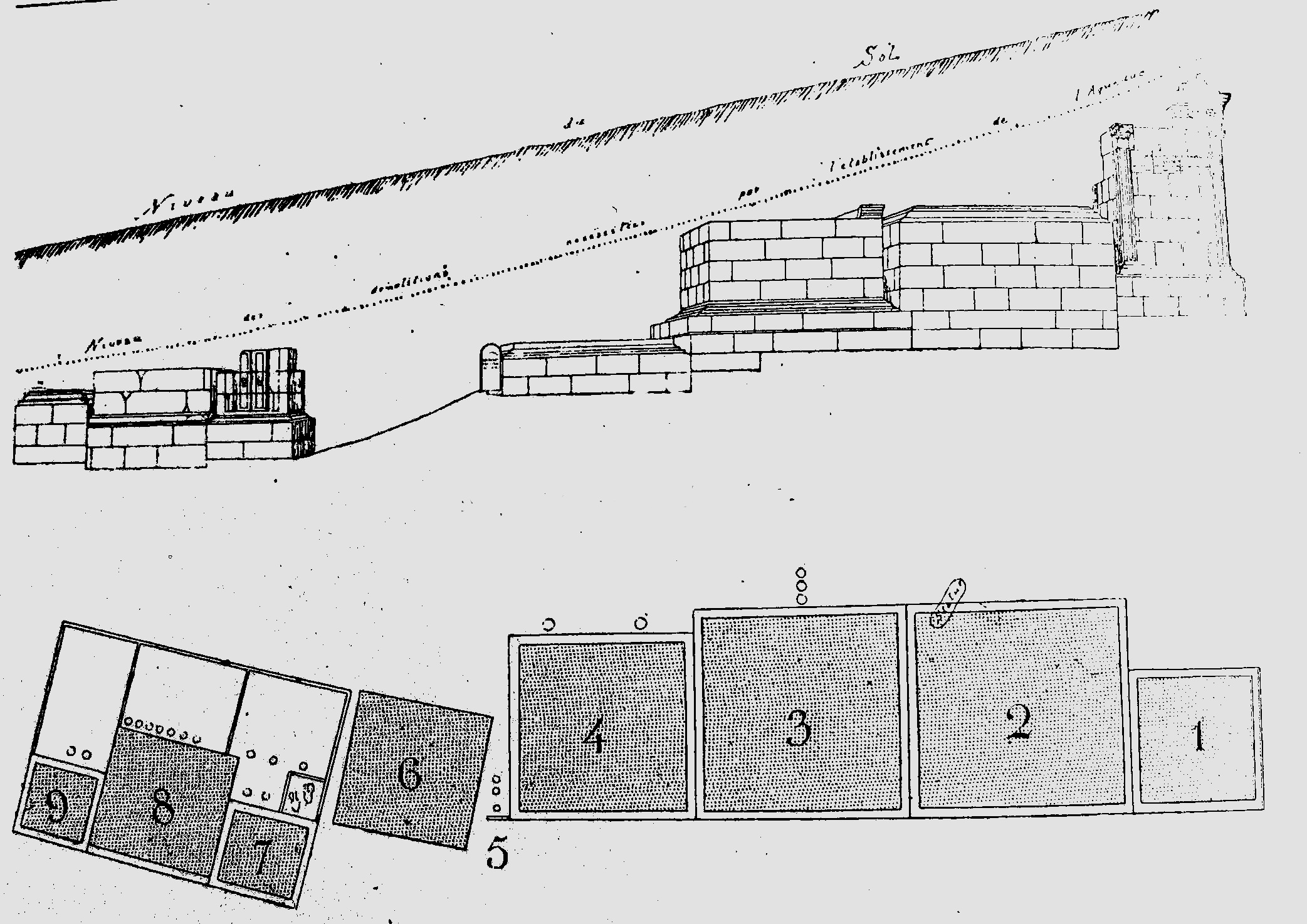
Schemi grafici delle tombe della via d'Aquitania. Disegno pubblicato da André Steyert nel 1895.
1 = tomba di Turpione, 2 = di Salonino, 3 = di Satrio, 4 e 6 = tombe anonime, 5 = stele di Ancharia Bassa, 7 = tomba di Giulia, 8 = di Valerio, 9 = di Severiano

Nell'antichità questi monumenti fiancheggiavano la strada romana che collegava Lugdunum, l'odierna Lione, alla provincia romana d'Aquitania e a Boulogne-sur-Mer (l'antica Gesoriacum).
Le cinque tombe meglio conservate, quelle con maggiore apparecchiatura muraria, furono smontate e ricostruite un po' più in basso in piazza Eugène-Wernert. I restanti ruderi furono distrutti.
Pertanto furono conservati:
- un mausoleo triplo che vede affiancate le tombe di Giulio Severiano, di Quinto Valerio e quella attribuita a Giulia;
- la tomba di Satrio;
- la tomba di Turpione, che è quella meglio conservata.

## Descrizione
I resti attualmente conservati della tomba di Turpione formano un blocco quadrato in grande apparecchiatura, che poggia su un podium più ampio e in ogni angolo del quale è scolpito un pilastro scanalato sormontato da un capitello ionico.
La tomba misura 3,93 m di lato al livello dello zoccolo di base, per un'altezza conservata di 5,80 m.
Su una delle due facce si conservano un fregio e una cornice. Per confronto con altri monumenti funerari romani, come la tomba di Beaucaire o il mausoleo di Glanum, si può ipotizzare che questo blocco fosse stato il basamento di una struttura più leggera, forse un colonnato coperto al cui interno alloggiava la statua del defunto.
La tomba di Turpione e i monumenti adiacenti furono edificati con pierre du Midi (pietra del Midi), un calcare burdigaliano tenero e di buona qualità presente nella valle del Rodano e in Linguadoca.
Esso è d'uso corrente per la costruzione a Lugdunum nella prima metà del I sec. a.C., prima di essere sostituito con la pierre de Seyssel (pietra di Seyssel).

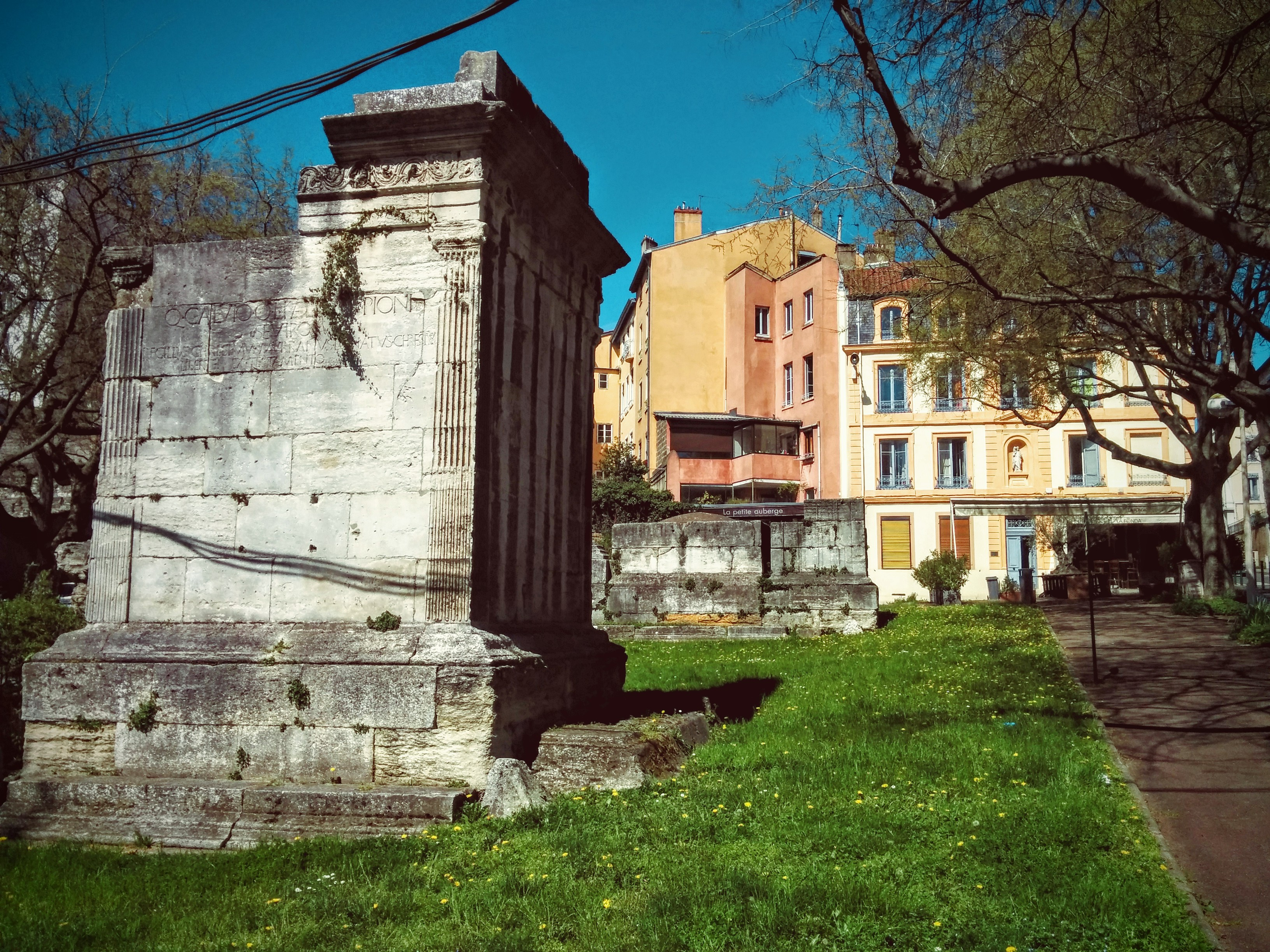
Veduta della tomba di Turpione
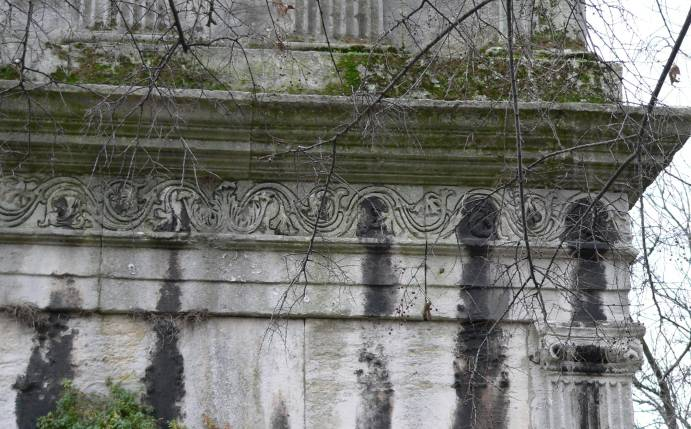
Dettaglio, fregio della tomba di Turpione
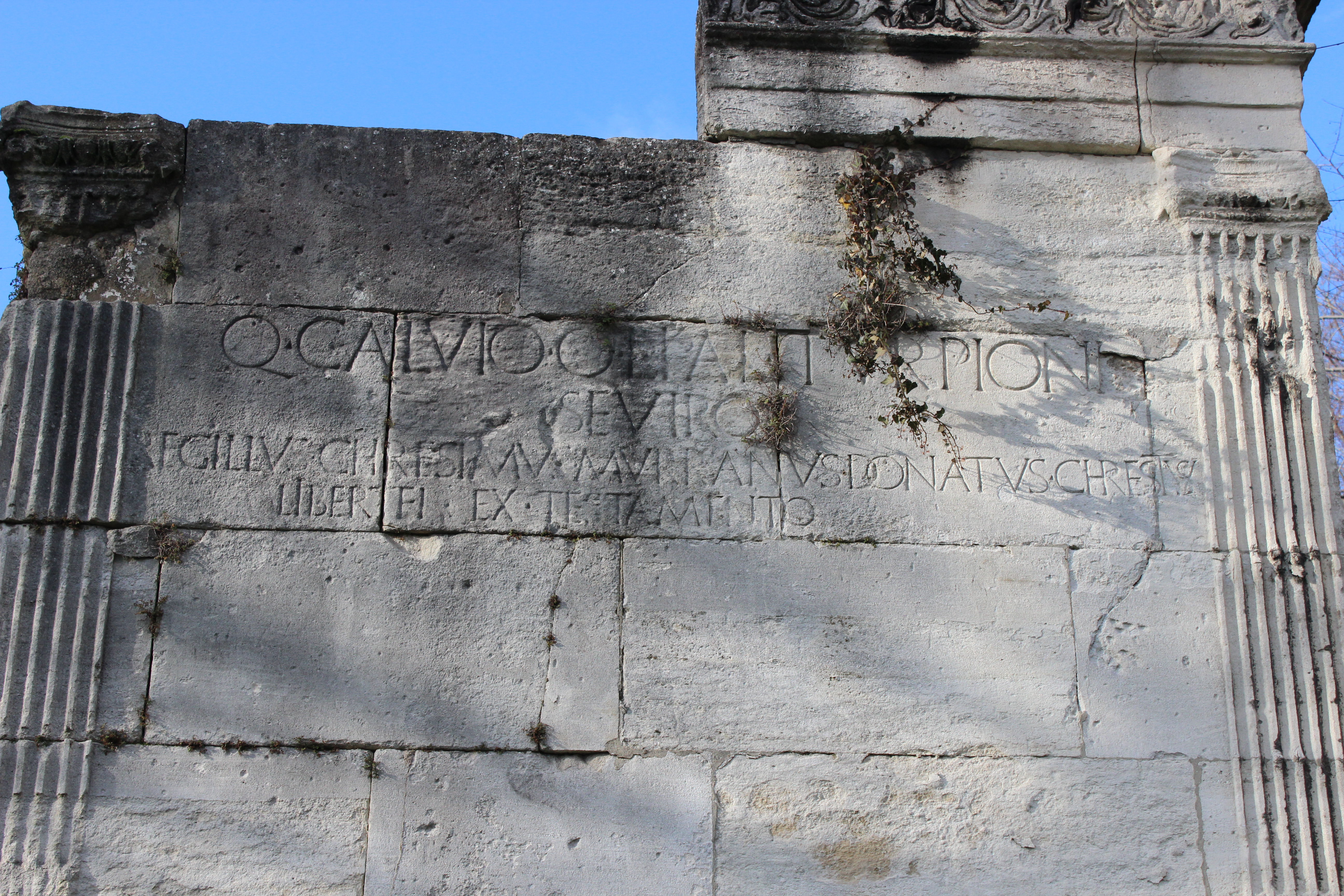
Dettaglio, l'iscrizione di dedica

### La dedica
Il lato a sudest reca una dedica incisa:
SEVIRO

REGILVS CHRESIMVS MURRANVS DONATVS CHRESTVS 

LIBERTEI EX TESTAMENTO»
Le prime due linee furono incise a grandi lettere capitali, la cui forma induce a datare la tomba agli inizi di Lugdunum, prima dell'era cristiana.
I nomi dei liberti sono più piccoli e il nome dell'ultimo è scritto in modo più fitto al fine di scriverlo tutto nella stessa linea (le lettere TVS sono praticamente sormontate tra di loro).
Il defunto perciò fu un ricco liberto, membro del collegio dei Seviri augustales, responsabile del culto di Roma e di Augusto.
Questa situazione rappresenta l'apice dell'ascesa sociale per un liberto provinciale.
Turpione, nonostante fosse dotato di un cognome beffardo ("la Vergogna") risalente a quando fu schiavo, divenne quindi un personaggio ricco e onorevole della sua città.